# Eutaleola evelinae
Eutaleola evelinae is een mosdiertjessoort uit de familie van de Pasytheidae. De wetenschappelijke naam van de soort is, als Euteleia evelinae, voor het eerst geldig gepubliceerd in 1938 door Marcus.